# Championnats du monde de kayak-polo 1994
Navigation
Édition suivante
Les championnats du monde de kayak-polo de 1994 se sont déroulés du 5 au 15 juillet à Sheffield, au Royaume-Uni.

## Résultats
| Catégorie     | Médaille d'or | Médaille d'argent | Médaille de bronze |
| ------------- | ------------- | ----------------- | ------------------ |
| Senior Hommes | Australie     | Allemagne         | Grande-Bretagne    |
| Senior Dames  | Australie     | Grande-Bretagne   | France             |